# James Lancaster
Sir James Lancaster (Basingstoke, 1554 – London, 1618. június 6.) angol kereskedő és tengerész, a Kelet-Indiát elérő első brit teherhajó kapitánya és az első délkelet-ázsiai angol kereskedelmi kirendeltség megalapítója.

## Pályafutása
Lancaster Portugáliából, ahol katonaként szolgált, tért vissza Angliába 1587-ben. 1588-ban 
Sir Francis Drake-et szolgálta az Edward Bonaventure nevű vitorlás kapitányaként a spanyol armada elleni háborúban. 1591. április 10-én ugyanezzel a hajóval Délkelet-Ázsiába hajózott Plymouthból. 1592 júniusában elérte a Maláj-félsziget nyugati oldalán fekvő Penang-szigetet. Itt szeptemberig maradt, és kifosztotta az arra járó hajókat. 1594 májusában tért vissza Angliába. A vállalkozás anyagilag kudarc volt, de sok információval szolgált a portugálok ázsiai jelenlétéről. Második útját a dél-amerikai spanyol és portugál birtokok ellen vezette, és sikerült elfoglalnia, majd kifosztania Pernambucót.
Ezek a felfedező utak vezettek a Brit Kelet-indiai Társaság megalakításához, amelynek 1600-ban Lancaster lett a vezetője.
1601 áprilisában, a Red Dragon kapitányaként Lancaster vezette a társaság első expedícióját. A társaság 40 ezer fontot költött  a Red Dragon, a Hector, a Susan (egy 1867-es forrás szerint Swann), az Ascension, valamint a Guest beszerzésére és felkészítésére. További 6800 fontba kerültek az eladásra és cserére szánt brit áruk, és 21 ezer fontot biztosítottak ázsiai javak megvásárlására. Lancaster Bantamban, Jáva szigetén megalapította a társaság első kereskedelmi állomását.
Miután a Red Dragon és a Hector visszatért Angliába, Lancastert I. Jakab angol király lovaggá ütötte 1603-ban. Lancaster ezután is a társaság vezetője maradt, és több, az Északnyugati átjárót kereső expedíciót finanszírozott.